# El Eco de Navarra
El Eco de Navarra (1876 - 1913) va ser el periòdic més important a Navarra a la fi del segle xix. Va sorgir el 1875 amb el nom d'El Eco de Pamplona i als dos mesos va canviar el nom, per a defensar la pau i els furs quan els carlins mantenien el cèrcol de la ciutat de Pamplona. Combatia el carlisme i defensava els furs reflectits en la Llei de Modificació de Furs de Navarra de 1841. Subtitulat "diari independent". Era portaveu dels conservadors de Cánovas del Castillo. Es va fusionar en 1913 amb el Diario de Navarra per la coincidència d'ambdós periòdics en principis generals de caràcter social.